# Kanton Lyon-III
Der Kanton Lyon-III war bis 2015 ein französischer Kanton im Arrondissement Lyon in der Region Rhône-Alpes. Er gehörte ursprünglich zum Département Rhône und umfasste den 4. Stadtbezirk (frz.: 4e arrondissement) von Lyon. Der Kanton wurde abgeschafft, als die Métropole de Lyon zum Jahreswechsel 2014/2015 das Département Rhône als übergeordnete Gebietskörperschaft ablöste und die Kantone ihre Funktion als Wahlkreise verloren. Letzter Vertreter im conseil général des Départements war Raymonde Poncet (EELV), er folgte auf Dominique Bolliet (PS, Amtszeit 2004–2011).